# Luis Calderito
Luis Ruiz García, más conocido como Luis Calderito, es guitarrista español de música Flamenco.

## Biografía
Luis Calderito nació en la ciudad de  La Guijarrosa, en Córdoba, España  en 1967. A la edad de 8 años comenzó con las clases de guitarra con el maestro "Patillas" en Montilla, y continuara sus clases con el guitarrista Merengue de Córdoba.
A la edad de 20 conoce a Juanito Valderrama. Fue su guitarrista los últimos 15 años de su carrera y actualmente acompaña al hijo cantante de “Valderrama”. A pesar de ser un artista flamenco, Luis Calderito se adapta a cualquier tendencia musical, desde una soleá a un bolero.

## Contribuciones
Luis Calderito ha acompañado a la mayoría de los artistas del género flamenco. Entre los más conocidos podemos mencionar a Niña de la Puebla, Luis de Córdoba (con quien ha estado de gira por Estados Unidos recientemente), José Mercé, Naranjito de Triana, Carmen Linares, Curro de Utrera, Tina Pavón, Mariana Cornejo, El Polaco entre otros.
Ha grabado discos junto a Juanito Valderrama, Curro de Utrera, El Perro de Paterna, Julián Estrada y Valderrama. Y a su vez, ha colaborado con la cantante de copla Marián Conde y el Cantautor Joan Manuel Serrat.
En diversos programas de televisión ha sido reconocido como un excelente guitarrista acompañante. A su vez, ha realizado giras por Argentina (Buenos Aires) con la compañía del cantaor Curro Díaz y bailarina Nieves Camacho, por Holanda con Curro de Utera, Carmen Linares y la bailarina Concha Calero. Recientemente,  realizó su última gira a Estados Unidos con Luis de Córdoba.
Recibió un premio como guitarrista de concierto en la peña de Alahurin de la Torre (Málaga). En 1991 colaboró con el Ateno de Córdoba en la grabación del LP Flamencos de Córdoba en un homenaje a Agustín Gómez. Para finalizar, fue el guitarrista oficial del concurso Nacional de Arte Flamenco de Córdoba (España) desde 1992 a 2007.

## Canciones en las que contribuyó
- "El Emigrante" de Juanito Valderrama acompañando con su guitarra Luis Calderito
- "Soleá" de Carmen Linares junto a Luis Calderito
- "El chaquetón" acompañado de Luis Calderito.

## "Han dicho de él"
"Luis Calderito es la luz y el color de cualquier festival flamenco, deslumbrando con un acompañamiento ajustado y falsetas y escalas de vértigo" Agustín Gómez, (Diario Córdoba)
"El guitarrista cordobés, Calderito además de ser un gran acompañante, es de esa clase de personas, por las que se puede apostar la vida sin miedo alguno a perderla" Manolo Bohórquez, (El Correo de Andalucía)
"Calderito demostró que la guitarra flamenca no está sujeta solo al acompañamiento al cante y deslumbro con importantes solos de guitarra" Van Derhg, (DatumPlats, Utrech)

## Trivia
Su pareja es la cantaora Paqui Redondo, tiene tres hijos de un anterior matrimonio.